# 다이응이어
다이응이어(베트남어: Đại Nghĩa, 1978년 12월 5일 ~ )는 베트남의 배우, 희극인이다.